# Protaphis fluviovis
Protaphis fluviovis är en insektsart. Protaphis fluviovis ingår i släktet Protaphis och familjen långrörsbladlöss. Inga underarter finns listade i Catalogue of Life.